# Pierre-Benjamin Gallemant
Pierre-Benjamin Gallemant est un maître écrivain français, né à Versailles le 7 mai 1701, et mort dans la même ville le 12 janvier 1774.

## Biographie
Il naquit à Versailles en 1701, fils de René Gallemand, commis au bureau de la poste, et de Louise Clérain. Il épousa le 18 janvier 1729, à Versailles, Marie Thérèse Louis Coiny, fille de Matthieu Coiny et de Marie Thérèse Louis Tréheux. Il eut deux enfants : Jeanne Nicole, mariée le 3 février 1763 avec Charles Hubert Moreau ; et François, marié le 22 septembre 1764 avec Marie Madeleine de Georges.
Il fut successivement l'élève d'Olivier-François Sauvage et de Louis Rossignol, avec qui il se lia. L'anecdote dit que Rossignol, honoré d'avoir enseigné à un élève aussi brillant, lui remboursa intégralement le prix de ses leçons. Il fut reçu maître le 13 juin 1722 comme expert juré vérificateur. Il travailla au Bureau de détail des Officiers de marine (pour environ 400 lt par an) et, à partir de 1735, fut chargé par Louis XV d'écrire tous les ans deux exemplaires d'un État abrégé de la marine du Roy (un exemplaire de format in-8° pour le roi et un exemplaire de format in-12° pour le ministre). Cette tâche, qu'il avait quatre mois pour accomplir (du 1er octobre au 1er janvier), fut continuée jusqu'en 1768. D'après Hachette, il refusa de s'installer à Paris et plusieurs emplois dans les cours étrangères.
Il a également enseigné l'écriture aux Enfants de France, à l'École des Chevau-Légers et aux pages du duc de Penthièvre (probablement Louis-Alexandre de Bourbon. Il résida toute sa vie à Versailles où il tenait aussi une académie d'écriture à destination des jeunes bourgeois et nobles (Hachette lui prête plus de 10.000 élèves).
Il était grand, aimable, savait aussi peindre, aimait la compagnie et le jeu. Ses affaires étant florissantes et sa vie dispendieuse. Après une attaque de paralysie survenue en 1771, il s'arrêta de travailler. Après trois ans de coma, il est mort à Versailles en 1774, à peu près ruiné.
Gallemant eut parmi ses élèves  :
- Hachette, avenue de Saint Cloud, au Pavillon royal[3].
- Simon Dessalle
- Leclercq (rue de Paris)[4].

Gallemant et Hachette eurent comme successeur Brisset (avenue de Saint Cloud, puis rue de la Pompe).

## Œuvres

### États de la Marine

#### Manuscrits signés
- État abrégé de la Marine du Roi. Année 1751. 8°, 151 p. manuscrites. Contient deux frontispices signés par Gallemant et peut donc lui être attribué. Vincennes, Service historique de la Marine, Bibliothèque centrale : Ms. 362. Reliure en maroquin aux armes d'Antoine Louis Rouillé, comte de Jouy, secrétaire d'État à la Marine de 1749 à 1754. A appartenu au calligraphe Jean-Pierre Poujade, 1856.

#### Manuscrits non signés, pouvant être attribués à Gallemant
Dans la même série on connaît également plusieurs autres volumes dont l'attribution à Gallemant est probable, dans la mesure où depuis 1735 il avait reçu la charge d'écrire deux exemplaires de cet État abrégé de la Marine :
- 1753 : État abrégé de la Marine du Roi en l'année 1753. Manuscrit 8° sur vélin[5].
- 1753 : État abrégé de la Marine du Roi en avril 1753. Versailles BM : Ms. 1412.  Reliure maroquin rouge à dentelle aux armes d'Antoine Louis Rouillé, comte de Jouy, secrétaire d'État à la Marine de 1749 à 1754.
- 1757 : État abrégé de la Marine du Roi. Année MDCCLVII. 8°, 226 p. Paris Bibl. Mazarine : Ms. 2884. Reliure en maroquin rouge, aux armes non identifiées.
- 1760 : État abrégé de la Marine du Roi. 1760. 8°, 71 f. encadrés de filets d'or, orné des vues des ports de Brest et de Toulon, dessinées en couleur par Nicolas-Marie Ozanne, dessinateur de la Marine. Reliure en maroquin rouge aux armes de Louis XV[6]
- 1763 : État abrégé de la Marine du Roy. Année 1763. Reliure maroquin rouge aux armes du Dauphin, fils de Louis XV. Versailles BM.
- 1765 : État abrégé de la Marine du roy. Année 1765. 173 x 112 mm, 65 f. sur papier. Relié en maroquin rouge. Le Havre BM : Ms. 275.
- 1765 : État abrégé [de la] Marine du Roy. Année 1765. Paris BNF (Mss.) : Ms. français 14288.
- 1766 : État abrégé [de la] Marine du Roy. 1766. Petit in-8°, sans reliure. Paris BNF (Mss.) : Ms. NAF 4373.
- 1767 : État abrégé de la Marine du Roi. Année 1767. 8°, 91 p. à l'encre brune ou rouge. Reliure en maroquin rouge aux armes de Louis XV. Dans le commerce en 2009 : Librairie Clermont, mai 2009 puis vente Sotheby's du 26 novembre 2009 (voir).

### Manuscrits religieux
- Préparation et méditation sur la communion et sur le sacrifice de la messe. Année 1759. Direction spirituelle ou Méditations sur le sacrifice de la messe, le sacrement de pénitence, les indulgences et le Jubilé. Deux volumes in-8°, plein maroquin rouge. Dans le commerce en 2014 : voir.
- Office des chevaliers de l'ordre du Saint Esprit, 1763. Manuscrit réalisé pour Louis XV. 97 pages calligraphiées sur vélin, dans un encadrement doré. Signé « P. B. Gallemant ». Dans une reliure de Courteval(vers 1800-1810). Collection privée.
- Trois livres sur vélin pour la communion de chaque prince (Louis XVI, Louis XVIII et Charles X. Non localisés, cités par Hachette.

### Modèles d'écriture
- Le recueil d'Avignon[7] contient huit exemples sur papier ou parchemin.
- D'après Mediavilla, on a de Gallemant quelques modèles sur papier datant des années 1720 et 1730, ainsi que des pièces sur vélin des années 1740 et 1750.
- Modèles d'écriture, signés Gallemant, Roland, Hénard et Dessalle. 20 feuillets de parchemin. Paris BNF (Mss.) : Ms. français 12350.

### Publications
Modèles de diverses écritures françoises d'après les originaux des maîtres les plus célèbres. Paris, Mondhare et Jean, vers 1780 ; 18 planches gravées en taille-douce d'après Bédigis, Roylet, Rossignol, Gallemant, Roland par Coulubrier, Laurent, Petit, Bocquet.